# František Czernin
František Czernin, též František hrabě Černín, plným jménem Franz Jaromir Eugen Czernin, (3. března 1857 Vídeň – 9. dubna 1932 Jindřichův Hradec), byl český šlechtic z rodů Černínů a státní úředník.

## Biografie

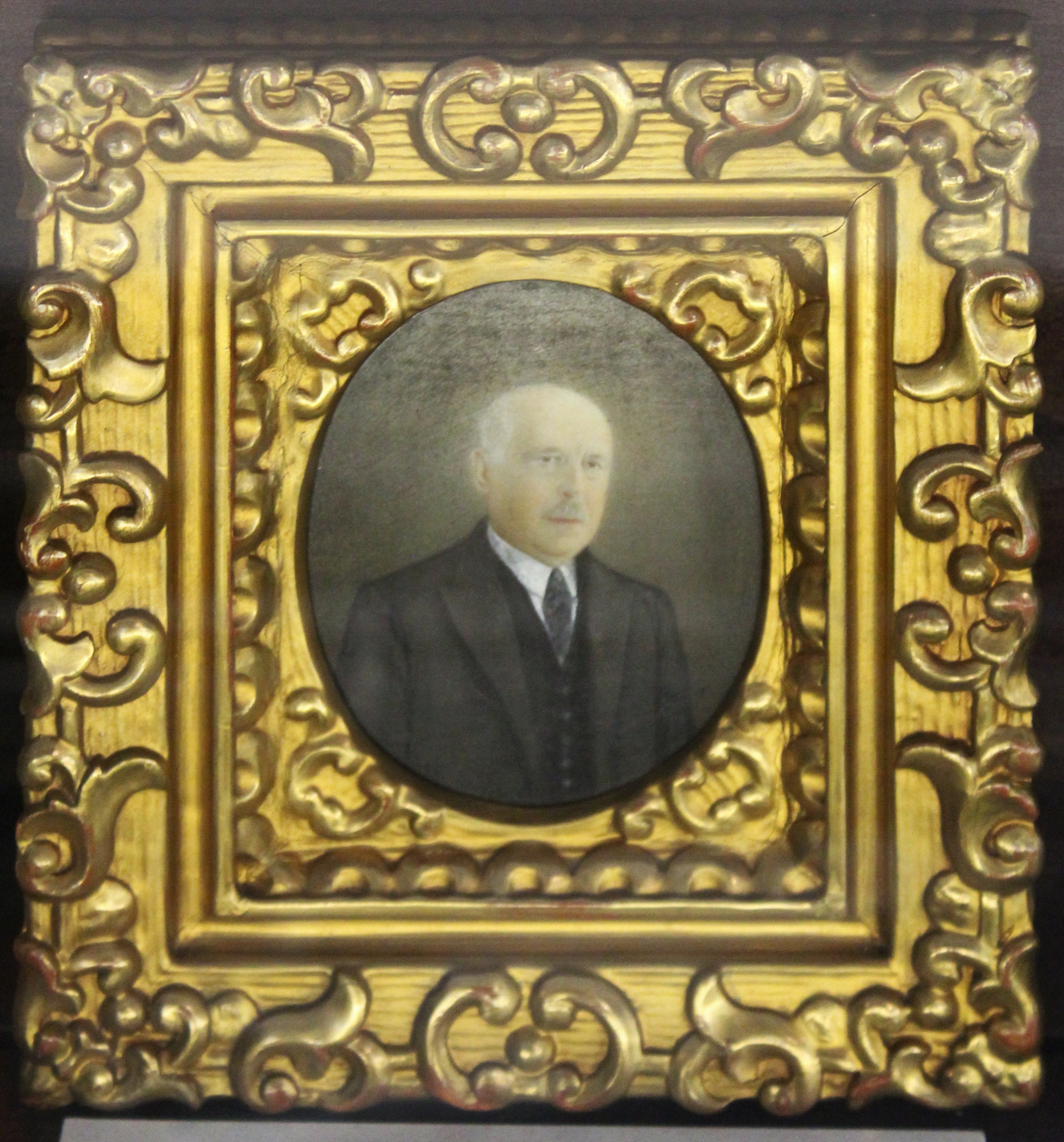
Portrét F. Czernina ve sbírkách zámku v Jindřichově Hradci

Jeho otcem byl hrabě Jaromír Czernin, jenž zemřel roku 1908. Byl jeho druhým synem. Starší bratr Eugen Czernin (1851–1925, plným jménem Evžen Jaromír František Černín) byl politicky aktivní.
Narodil se roku 1857. Vystudoval gymnázium a práva na Karlo-Ferdinandově univerzitě v Praze, kde roku 1874 získal titul JUDr. Původně nastoupil kariéru státního úředníka na Moravě. Zastával funkci okresního hejtmana ve Znojmě. Byl náměstkem zemského místodržitele. Kvůli konfliktu s důstojnickým sborem ale roku 1899 státní správu opustil. Odmítl se totiž kvůli své katolické víře zapojit do souboje. Vedení brněnské vojenské posádky ho pak společensky ignorovalo a jeho pozice byla neudržitelná. Přesídlil na zámek Krásný Dvůr, po smrti bratra roku 1925 žil na zámku v Jindřichově Hradci.
V posledních letech před smrtí se zasloužil o rekonstrukci jindřichohradeckého zámku. Identifikoval se s českým národem. Za světové války i po ní vystoupil několikrát veřejně proti provídeňským a proněmeckým tendencím mezi zemskou šlechtou. 
Neoženil se a byl bezdětný. V roce 1927 adoptoval svého prasynovce Eugena Alfonse Czernina (1892–1955) z vrchlabské (morzinské) větve, vnuka Heřmana Černína na Vrchlabí. Po smrti Eugena v roce 1932 vymřela hradecká větev Černínů.
Zemřel v dubnu 1932 po krátké nemoci. Pohřeb se konal v Jindřichově Hradci, pohřben byl ve zdejším kostele sv. Jakuba.